# Vysoká (Havlíčkův Brod-i járás)
Vysoká település Csehországban, a Havlíčkův Brod-i járásban. Vysoká Šlapanov, Bartoušov és Havlíčkův Brod településekkel határos. Lakosainak száma 256 fő (2024. január 1.).

## Népesség
A település lakosságának változását az alábbi diagram mutatja:
| Lakosok száma | 289  | 308  | 316  | 231  | 123  | 86   | 216  | 231  | 248  | 256  |
|               | 1869 | 1890 | 1921 | 1950 | 1980 | 2001 | 2017 | 2019 | 2022 | 2024 |